# Arghatos
Arghatos (en népalais : अर्घातोस) est un comité de développement villageois du Népal situé dans le district d'Arghakhanchi. Au recensement de 2011, il comptait 4 070 habitants.